# Academia de Ciencias Médicas de Cataluña y Baleares

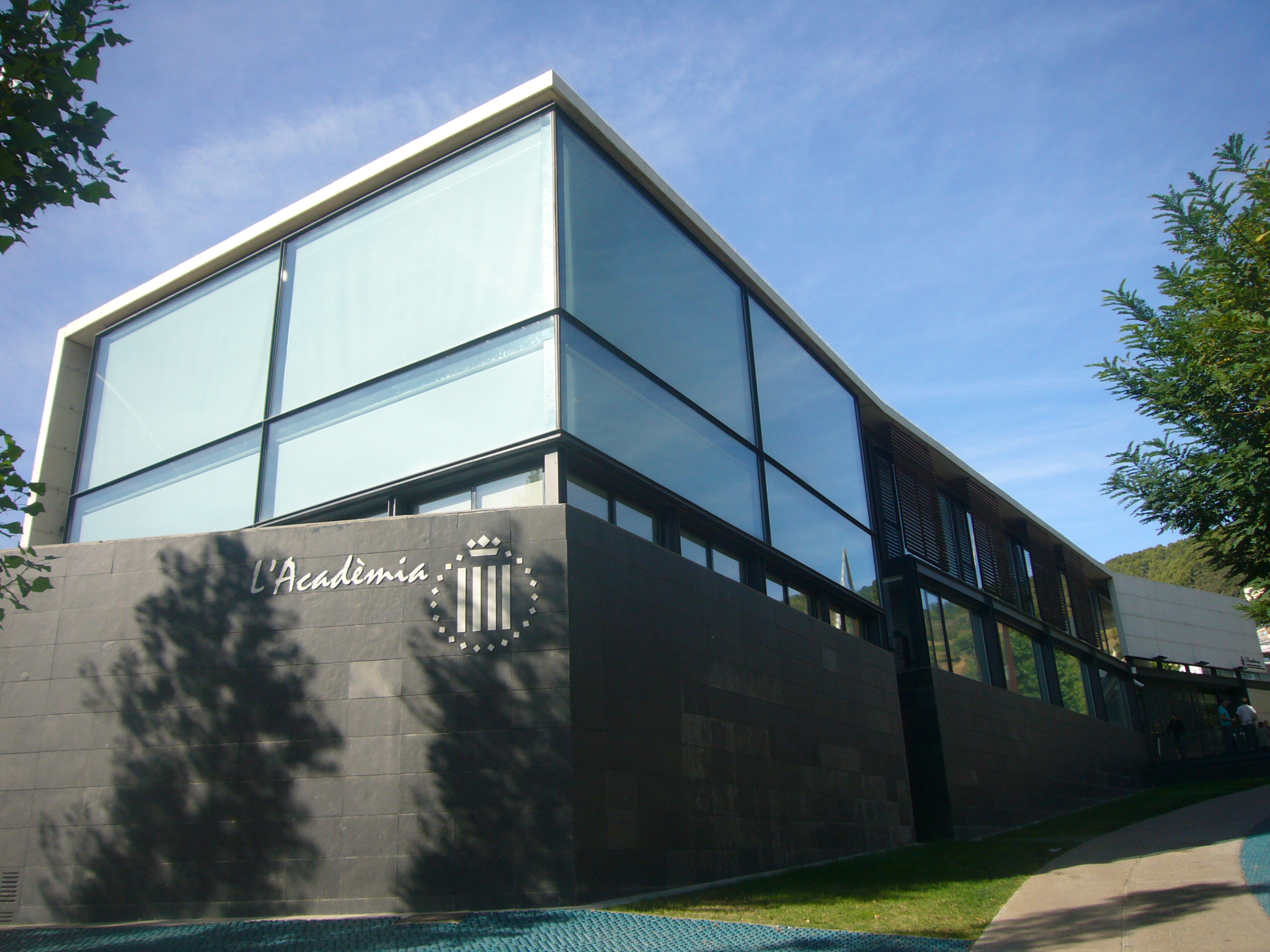
Edificio sede de la Academia en Barcelona.

La Academia de Ciencias Médicas de Cataluña y Baleares (en catalán: Acadèmia de Ciències Mèdiques i de la Salut de Catalunya i de Balears) es una institución médica cultural privada española, fundada en Barcelona el 5 de abril de 1878, que pretende ser una tribuna y lugar de reunión de los profesionales de la medicina de Cataluña y Baleares con el fin de fomentar el estudio y el cultivo de las ciencias de la salud en todos sus aspectos. Tiene su sede en la calle Major de Can Caralleu, de Barcelona. Su órgano de expresión y de estudios es Anales de la Academia y Laboratorio de Ciencias Médicas de Cataluña, editado en catalán desde 1907. Actualmente (2013) tiene más de 27.500 socios.

## Trayectoria
La entidad tiene su origen en la fusión de dos entidades independientes. Por una parte, El Laboratorio, entidad fundada el 15 de enero de 1872 por cinco estudiantes de medicina (entre ellos Salvador Cardenal y José A. Barraquer), decepcionados por el modelo de enseñanza rutinario y excesivamente teórico de la medicina y, por la otra, la Academia de Ciencias Médicas, fundada en 1876 por Jaume Pi i Sunyer, Lluís de Góngora, Joaquim Bonet i Amigó i Agustí Prió. Su primer presidente fue Lluís de Góngora. Tras la fusión, se denominó un tiempo como Academia y Laboratorio de Ciencias Médicas de Cataluña (en catalán: Acadèmia i Laboratori de Ciències Mèdiques de Catalunya)
La nueva institución no tardó en hacerse eco de la medicina experimental de Claude Bernard, e impulsó trabajos de investigación y cursos de bacteriología y de histología . Por sugerencia de Manuel Salvat y Enric Ribas, promovió la celebración del Primer Congreso de Médicos de Lengua Catalana en 1913, presidido por Miguel A. Fargas y que continúa activo y se celebra cada cuatro años, tras incorporar también a los profesionales de la biología. En 1927, cuando el centro ya disponía de buenos laboratorios, se orientaron los esfuerzos a la dotación de la biblioteca, que cuenta con 80 000 volúmenes y 500 revistas de publicación periódica. Desde 1984 la biblioteca se gestiona por un patronato específico, conjuntamente con el Colegio Oficial de Médicos de Barcelona. Al finalizar la Guerra Civil en 1939, cambió el nombre por el de Academia de Ciencias Médicas y en 1967 recuperó su denominación actual.
La entidad ha promovido las dos ediciones del Vocabulario médico (1974 y 1979), la colección Monografías Médicas (desde 1969), el Índice farmacológico (1980 y 1984) y, en 1990, un Diccionario Enciclopédico de Medicina . A comienzos de los años 1980 la biblioteca pasó a llamarse Centro de Documentación Médica (CDM), convirtiéndose en pionero en la teledocumentación biomédica. En 1983 la institución fue galardonada con el Premio Creu de Sant Jordi que otorga la Generalidad de Cataluña.

## Órganos de gobierno
El órgano soberano de la entidad es la Asamblea General, integrada por todos los socios. Esta elige la Junta Consultiva que, a su vez, conforma la Junta de Gobierno que encabeza un Presidente, cuatro Vicepresidentes, un secretario general, un vicesecretario, ocho vocales y quince presidentes de asociaciones de estudiantes de Ciencias de la Salud.

## Presidentes
- Luis Góngora (1878-1880)
- Bartomeu Robert i Yarzábal (1880-1884)
- Pere Esquerdo i Esquerdo (1884-1888)
- Ramón Turró Darder (1908-1910)
- Francesc Fàbregas i Mas (1912-1913)
- Josep Maria Bartrina (1913-1915)
- Hermenegild Puig i Sais (1915-1916)
- Felip Proubasta i Masferrer (1916-1918)
- Álvaro Presta (1918-1920)
- Lluís Celis i Pujol (1920-1922)
- Enric Ribas - Ribas (1922-1924)
- Jesús María Bellido Golferichs (1924-1926)
- Francesc Gallart i Monès (1926-1928)
- Joaquim Trias i Pujol (1928-1930)
- Joan Freixas i Freixas (1930-1932)
- Manuel Corachán García (1932-1934)
- Boi Guilera i Molas (1934 - 1936)
- Antoni Trias i Pujol (1936 - 1938)
- Joan Soler i Julià (1938 - 1939)
- Agustí Pedro i Pons (1939 - 1958)
- Joan Gibert i Queraltó (1958 - 1966)
- Jaume Pi - Figueras (1966 - 1970)
- Josep Laporte i Salas (1970 - 1974)
- Josep Alsina i Bofill (1974 - 1978)
- Oriol Casassas i Simó (1978-1982)
- Màrius Foz i Sala	(1982-1990)
- Gonçal Lloveras i Vallès	(1990-1995)
- Joaquim Ramis i Coris (1995 - 2002)
- Josep Antoni Bombí i Latorre (2002-2011)
- Àlvar Net Castel (2011 - ...)